# Kanton Thonon-les-Bains-Ouest
Kanton Thonon-les-Bains-Ouest is een voormalig kanton van het Franse departement Haute-Savoie. Het kanton maakte deel uit van het arrondissement Thonon-les-Bains. Het werd opgeheven bij decreet van 13 februari 2014, met uitwerking op 22 maart 2015.

## Gemeenten
Het kanton Thonon-les-Bains-Ouest omvatte de volgende gemeenten:
- Allinges
- Anthy-sur-Léman
- Cervens
- Draillant
- Margencel
- Orcier
- Perrignier
- Sciez
- Thonon-les-Bains (deels, hoofdplaats)